# 鳴門市大麻中学校
鳴門市大麻中学校（なるとし おおあさちゅうがっこう）は、徳島県鳴門市大麻町池谷に位置する公立の中学校。
通称「大中（おおちゅう）」。
同市大麻町板東には広塚分校がある。

## 沿革
- 1964年 - 堀江中学校、板東中学校を統合して大麻中学校として発足。
- 1967年 - 鳴門市大麻中学校と改名。
- 1977年 - 給食優良校表彰を受賞。
- 2004年 - 広塚分校が開校。
- 2007年 - 読書活動文部科学大臣表彰。

## 概要
鳴門市板東小学校・鳴門市堀江北小学校・鳴門市堀江南小学校の各小学校から進学してくる。

### 生徒目標
大麻中学生としての自覚と誇りをもち、よく学び真理を愛する。体をきたえよく働く。心をみがき誠実に生きる。きまりを守り人と協力する。生命を大切にし人権を重んじる。

### 校歌
- 作詞：和田徳一
- 作曲：小沢慎一郎

## 広塚分校
鳴門市大麻中学校広塚分校（なるとし おおあさちゅうがっこうひろつかぶんこう）は、同市大麻町板東に位置する鳴門市大麻中学校の分校。徳島県立徳島学院に併設されている。

### 沿革
- 2002年（平成14年）4月1日 - 大麻中学校広塚分校が開校。

### 部活動
- 野球、ソフトテニス、卓球、バスケットボール、サッカー、剣道、バレー

## 卒業生
- 板東湧梧  (プロ野球選手)
- 弘山晴美（元陸上競技女子中・長距離走・マラソン選手、アトランタ・シドニー・アテネ五輪代表）
- 市橋有里（元陸上競技女子マラソン選手、セビリア世界陸上銀メダリスト・シドニー五輪代表）
- 清水美治（株式会社シンクバンク代表取締役、清水英哉の芸名で俳優としても活躍）
- 豊成春子（四国放送アナウンサー）

## 通学区域が隣接している学校
- 鳴門市瀬戸中学校
- 鳴門市第一中学校
- 松茂町立松茂中学校
- 北島町立北島中学校
- 藍住町立藍住東中学校
- 藍住町立藍住中学校
- 板野町立板野中学校